# Бутовт-Андржейкович, Мария Магдалена
Мария Магдалена Бутовт-Андржейкович (бел. Марыя Магдалена Бутаўт-Андрайковіч, 22 июля [3 августа] 1852, Баландичи, Гродненская губерния — июнь 1933, Горностаевичи, Белостокское воеводство) — педагог и художница.

## Родословная и семья
Мария Магдалена Бутовт-Андржейкович родилась 22 июля 1852 года в среднеобеспеченной дворянской католической семье древнего рода Бутовт-Андржейковичей в имении Баландичи (Кобринский уезд, Российская империя), принадлежавшем Бутовт-Андржейковичам. Бутовт-Андржейковичи являлись местными помещиками среднего класса Гродненского и Пинского поветов Великого Княжества Литовского, где они занимали местные земские должности.
Её полное имя, полученное при крещении в католицизм, было «Мария Магдалена Элиза Бутовт-Андржейкович». Её отцом был Ярослав Михайлович Бутовт-Андржейкович, владевший имением Горностаевичи (3167 десятин земли и леса) в Волковысском уезде Гродненской губернии (Российская империя), а также имениями Кабуззе и Минков. У Марии Магдалены было две сестры: Малгожата (Рита) и Мария (другие дочери Ярослава Бутовт-Андржейковича).
Она никогда не была замужем и не имела детей.

## Имение
От отца Мария Магдалена унаследовала имение Горностаевичи Волковысского уезда Гродненской губернии (Российская империя). Её сестра (Мария) унаследовала поместья Кабуззе и Минков.
В связи с тем, что у Марии Магдалены Бутовт-Андржейкович не было мужа и детей, своё имение Горностаевичи она завещала своему родственнику Генриху Константину Бутовт-Андржейковичу (1882-1941) и передала его в 1920-е годы. После этого она жила на попечении Генриха Константина Бутовт-Андржейковича (1882-1941) в имении Горностаевичи. Генрих стал последним владельцем усадьбы Горностаевичи (до начала Второй мировой войны).

## Образование
Мария Магдалена училась в Риге у монахов А. Лизен-Мауэра и М. Адама, в 1875–1876 гг. — в Италии.

## Творчество
С 1881 года жила в своём имении в Горностаевичах (Волковысский уезд) и в Варшаве, где вела художественные курсы для женщин. Из-за болезни глаз в конце 1880-х гг. прекратила свою творческую деятельность. В 1907 году стала членом Литовского общества художников в Вильно (Российская империя). В Горностаевичах её часто навещали художники Станислав Жуковский и Станислав Дыбовский, картины которых (в том числе портреты семьи Бутовт-Андржейковичей) находились во дворце в Горностаевичах.
Она работала преимущественно в историческом жанре, а также писала картины на религиозные сюжеты: «Иоанн Кахановский над останками Урсулы» (1876), «Кардинал Иоанн Медичи с Помпением Лаэтом на римских раскопках» (1877), «Христос исцеляет слепого» (1878), «Медальон в гроте» (1881), «Милость королевы Ядвиги» (1884) и другие. Её картина «Медальон в гроте» (1881 г.) хранится в Национальном музее Кракова (Польша).
Также она занималась просветительской деятельностью и благотворительностью. Она стала одним из первых коллекционеров произведений белорусского народного искусства.
По Рижскому мирному договору (1921 г.) село Горностаевичи вошло в состав межвоенной Польши — в состав Белостокского воеводства, а сама Мария Магдалена Бутовт-Андржейкович стала гражданкой межвоенной Польши.

## Смерть и похороны
Она умерла в июне 1933 года. в имении Горностаевичи, а похоронена в имении Порозово Белостокского воеводства (Польша), принадлежавшем Бутовт-Андржейковичам, возле могил членов её семьи. Ранее (1925 г.) в Порозово похоронили и её сестру Марию Ярославну Бутовт-Андржейкович.